# Cantone di Aulnoy-lez-Valenciennes
Il Cantone di Aulnoy-lez-Valenciennes è una divisione amministrativa dell'Arrondissement di Valenciennes.
È stato costituito a seguito della riforma approvata con decreto del 17 febbraio 2014, che ha avuto attuazione dopo le elezioni dipartimentali del 2015.

## Composizione
Comprende i 20 comuni di:
- Artres
- Aubry-du-Hainaut
- Aulnoy-lez-Valenciennes
- Bellaing
- Famars
- Haspres
- Haulchin
- Haveluy
- Hérin
- Maing
- Monchaux-sur-Écaillon
- Oisy
- Petite-Forêt
- Prouvy
- Quérénaing
- Rouvignies
- La Sentinelle
- Thiant
- Trith-Saint-Léger
- Verchain-Maugré